# Силвано Пиетра
Силва̀но Пиѐтра (на италиански: Silvano Pietra; на ломбардски: Silvän, Силвен) е село и община в Северна Италия, провинция Павия, регион Ломбардия. Разположено е на 83 m надморска височина. Населението на общината е 665 души (към 2017 г.).